# Katoda

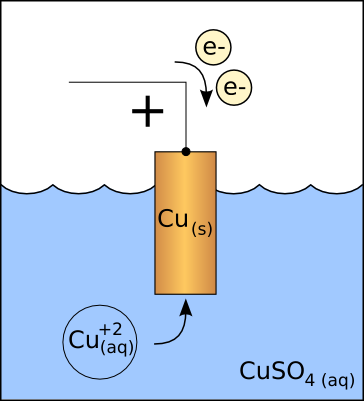
Měděná katoda v elektrolytu

Katoda (z řec. kató, dolů) je elektroda, která z elektrického obvodu do prostředí kolem sebe uvolňuje elektrony. V případě galvanického článku je kladným pólem, v případě elektrochemického článku (elektrolyzéru) je záporným pólem.
Katoda tedy může být jak kladná, tak záporná. Závisí to na tom, zda napětí na ní je příčinou emise elektronů (záporná), nebo následkem emise elektronů (kladná).
Protějškem katody je anoda.

## Elektrochemie
V elektrochemii se jako katoda označuje elektroda, na které probíhá redukce. V případě vložení vnějšího napětí na elektrody (například při elektrolýze), má katoda záporný náboj, u galvanického článku kladný náboj. U akumulátoru se funkce elektrod mění podle toho, zda se akumulátor nabíjí nebo vybíjí.

## Elektronika
V elektronice je katoda jádrem nelineárních prvků a součástek, jako je dioda, elektronka nebo tyristor, kde katoda obvykle představuje elektrodu se záporným napětím. V případě diody je katoda polovodič typu N a v propustném směru je připojena k zápornému napětí. Katoda je značená jako minus (−).

### Katoda vakuové elektronky
K emisi elektronů ze studené katody dochází až při přiložení velmi vysokého napětí, emisi lze však výrazně posílit, pokud se katoda rozžhaví. Proto se u elektronek, magnetronů, vakuových obrazovek atd. používají vesměs žhavené katody.
- Přímo žhavenou katodu tvoří sama žhavicí spirála, nejčastěji z wolframového drátku. Toto řešení se dlouho používalo u elektronek pro bateriové napájení, kdežto pro provoz z elektrické sítě je nahradilo nepřímé žhavení.
- Nepřímo žhavená katoda je obvykle kovová trubička, povlečená emisní hmotou s nízkým emisním potenciálem. Trubičkou prochází izolovaná žhavicí spirála, která se napájí střídavým proudem o nízkém napětí.